# Soonago
Soonago ist eine 2014 gegründete Post-Rock- und Post-Metal-Band aus Bielefeld. 

## Geschichte
Die Band wurde 2014 von den beiden Gitarristen Lukas Külker und Niklas Teich, dem Bassisten Simon Kohler und dem Schlagzeuger Christian Blaue in Bielefeld gegründet. 2017 veröffentlichte die Band das in Eigenregie produzierte Album Nephele, von dem ein Stück auf einem Sampler des Bielefelder Labels Kapitän Platte veröffentlicht wurde. 2018 trat das Quartett auf dem Stemweder Open Air auf.
2019 spielten Soonago unter anderem als Vorband von Brutus und The Hirsch Effekt. Im Oktober 2021 unterschrieb die Band einen Vertrag bei Kapitän Platte. Im März 2022 veröffentlichte das Label das zweite, von Cult-of-Luna-Schlagzeuger Magnus Lindberg gemasterte Album Fathom.

## Stil
Ein Merkmal der Musik von Soonago ist der Verzicht auf Gesang; alle Stücke sind instrumental. Durch den Einsatz von Sprachsamples, beispielsweise Redeauszügen einer 1942 durchgeführten Veranstaltung der National Conference of Christians and Jews, positioniert sich die Band dennoch politisch, insbesondere gegen Rechtsradikalismus.
Die Website Betreutes Proggen bezeichnet die Musik der Band als „überwuchtigen Postrock“, der sich „aus instrumentaler Suspense und abrupten Gefühlsschwankungen“ zusammensetze. Das US-Magazin Everything Is Noise befand, dass das erste Album der Band dem ausgelutschten Genre Post-Rock neues Leben eingehaucht und durch rasche und subtile Wechsel in Songstruktur und -dynamik bei gleichzeitigem Verzicht auf Samples einen „organischen“ Sound erzeugt habe, der den Hörer in seinen Bann ziehe. Das Nachfolgealbum Fathom biete „wundervolles Songwriting“ und demonstriere eine gelungene Chemie innerhalb der Band. Gegenüber dem Vorgänger Nephele seien die kriechenden, stark verzerrten Gitarren geblieben, die Rhythmussektion liefere aber einen zugänglicheren Sound als das Vorgängeralbum. Das österreichische Onlinemagazin Demonic Nights sah klassischen Post-Rock, der „gerne mal (...) in etwas härtere Ecken eintauche“. Die Musiker zeigten hohes können und vermischten Präzision mit Schwere. Redakteur Walter Kraus sah Anleihen an Long Distance Calling. Die italienische Website Suffissocore.com beschrieb die Musik der Band als „dezidiert politisch (...), Riff-orientiert und durch scharfe Dynamik charakterisiert“.
Die Band selbst beschreibt ihre Musik als „Mischung aus harten Gitarren-Riffs und melodischen Soundscapes“.

## Diskografie
- 2017: Nephele (Eigenveröffentlichung)
- 2022: Fathom (Kapitän Platte)